# Swissporarena
La Swissporarena est un stade multi-usage de la ville de Lucerne en Suisse, terminé en 2011. 
Ce stade est principalement utilisé pour les matches de football du FC Lucerne. Il a une capacité de 17 000 spectateurs et a remplacé l'ancien stade de l'Allmend, démoli en 2009.
Le stade a accueilli son premier match le 31 juillet 2011 : 0-0 contre le FC Thoune.

## Événements

### Rencontres internationales
Depuis 2012, l'équipe de Suisse y a disputé dix rencontres internationales :
| Date              | Adversaire | Résultat         | Spectateurs      | Compétition                  |
| ----------------- | ---------- | ---------------- | ---------------- | ---------------------------- |
| 30 mai 2012       | Roumanie   | 0-1              | 11 850           | Match amical                 |
| 11 septembre 2012 | Albanie    | 2-0              | 16 500           | Éliminatoires CM 2014        |
| 30 mai 2014       | Jamaïque   | 1-0              | 15 000           | Match amical                 |
| 3 juin 2014       | Pérou      | 2-0              | 15 000           | Match amical                 |
| 27 mars 2015      | Estonie    | 3-0              | 14 500           | Éliminatoires de l'Euro 2016 |
| 13 novembre 2016  | Îles Féroé | 2-0              | 14 800           | Éliminatoires CM 2018        |
| 27 mars 2018      | Panama     | 6-0              | 8 600            | Match amical                 |
| 18 novembre 2018  | Belgique   | 5-2              | 15 000           | Ligue des nations 2018-2019  |
| 17 novembre 2020  | Ukraine    | 3-0 (tapis vert) | 3-0 (tapis vert) | Ligue des nations 2020-2021  |
| 15 novembre 2021  | Bulgarie   | 4-0              | 14 300           | Éliminatoires CM 2022        |
| 19 juin 2023      | Roumanie   | 2-2              | 14 400           | Éliminatoires Euro 2024      |
| 4 juin 2024       | Estonie    |                  |                  | Match amical                 |

Une autre rencontre internationale y a également été organisée :
| Date         | Équipe 1 | Résultat | Équipe 2 | Spectateurs | Compétition  |
| ------------ | -------- | -------- | -------- | ----------- | ------------ |
| 18 août 2016 | Jordanie | 2-3      | Qatar    |             | Match amical |

- Championnat d'Europe féminin de football 2025